# 9180 Samsagan
9180 Samsagan este un asteroid din centura principală de asteroizi.

## Descriere
9180 Samsagan este un asteroid din centura principală de asteroizi. A fost descoperit pe 8 aprilie 1991 la Observatorul Palomar de Eleanor Francis Helin. Asteroidul prezintă o orbită caracterizată de o semiaxă mare de 3,18 ua, o excentricitate de 0,05 și o înclinație de 15,7° în raport cu ecliptica.